# A Christmas Carol (televisieserie)
A Christmas Carol is een Britse televisieserie uit 2019 bestaande uit drie afleveringen. Het verhaal is gebaseerd op het gelijknamige boek van Charles Dickens. Ondanks er veel overeenkomsten zijn, zijn er ook veel afwijkingen ten opzichte van het originele verhaal.
De serie werd voor het eerst uitgezonden op 19 december 2019 op de Amerikaanse zender FX Networks en enkele dagen later op BBC One.  De Vlaamse zender VTM 4 zond alle afleveringen uit op kerstavond 2021. 
Filmopnames werden onder andere gemaakt aan Rainham Hall in Londen en Lord Levcester Hospital in Warwick.
Hoofdrollen worden gespeeld door Guy Pearce, Andy Serkis, Stephen Graham, Charlotte Riley, Jason Flemyng, Vinette Robinson and Joe Alwyn.

## Verhaal
Op een kerkhof urineert een jongeman op het graf van Jacob Marley. Daarop ontwaakt in de doodskist de geest van Jacob die naar een enge locatie wordt getransporteerd. Hij ontmoet er de "Geest van voormalige kerstdagen". Jacob krijgt rond zijn lichaam een zware ketting waarbij elke schakel staat voor een overlijden van een medewerker waarvan hij verantwoordelijk is omdat winst en hebzucht in zijn bedrijf - dat hij uitbaatte met Ebenezer Scrooge - belangrijker waren dan veiligheid en het welzijn van hun werknemers. Jacob zal deze kettingen moeten blijven dragen en in deze enge omgeving leven tenzij de nog levende Ebenezer Scrooge inziet dat hij zich moet verontschuldigen en aan boetedoening moet doet. Marley's geest bezoekt Ebenezer met wat hem te wachten staat na diens dood en dat Ebenezer de daaropvolgende nacht - op kerstavond - bezoek zal krijgen van drie kerstgeesten die hem zullen helpen in zijn proces om wroeging te krijgen. Ebenezer is niet onder de indruk van Marley's bezoek en maakt voor zichzelf uit dat dit werd veroorzaakt door een hallucinerende drug die zijn zopas ontslagen meid in zijn drinken deed.
De volgende dag gaat Ebenezer naar zijn bedrijf "Marley & Scrooge". Hij is niet opgezet dat zijn klerk Bob Cratchit te laat arriveert. Ebenezer is van mening dat kerstdag niet meer is dan "de dag waarop iedereen vriendelijk is tegen elkaar, terwijl ze dat op andere dagen niet zijn". Persoonlijk vindt hij dat alle mensen elke dag vriendelijk zouden moeten zijn en er één "feestdag" moet komen waarop ze hun ongenoegen kunnen uiten. Daar het die dag kerstavond is, hoopt Bob dat hij vroeger naar huis mag zoals eerder afgesproken. Ebenezer trekt zijn eerder gemaakte belofte in waardoor Bob de hele dag moet werken. Als troost krijgt Bob vier kolen in plaats van drie om zich in zijn werkplek te verwarmen.
Zoals voorspeld krijgt Scrooge 's avonds bezoek van de "Geest van voormalige kerstdagen", maar in de gedaante van zijn agressieve vader Franklin. Hier herbeleeft Ebenezer twee kindertrauma's. Het eerste is een tamme muis die hij als kerstcadeau van een vriendin kreeg, maar het beest werd door Ebenezers' vader koelbloedig de keel overgesneden. Het tweede trauma liep hij op in de kostschool waar Scrooge als kind verbleef en tijdens vakanties niet naar huis mocht van zijn ouders. In deze periodes beeldde hij zich in Ali Baba te zijn, maar dit blijkt een psychische achtergrond te hebben: hij wordt er seksueel misbruikt door de pedofiele directeur. Pas nu wordt voor Ebenezer duidelijk dat zijn vader op de hoogte was en in ruil voor dat misbruik een verminderde schoolfactuur kreeg. Ebenezer zijn zus Lottie achterhaalde dit en kwam hem op een kerstdag op kostschool redden met de melding dat hun vader voorgoed was vertrokken. Terwijl Ebenezer vluchtte naar de koets, dreigde Lottie de directeur te vermoorden indien hij ooit nog een kind seksueel zou benaderen. Daarop neemt de geest Ebenezer mee naar een ander jaar waarop Mary - de vrouw van zijn klerk Bob - een lening aangaat bij Ebenezer ter waarde van 30 Britse Pond in ruil voor een volledige terugbetaling met een rente en dat ze elke kerst gemeenschap hebben. Tot dat laatste komt het nooit omdat Ebenezer enkel wilde weten voor welke waarde ze zich zal prostitueren. Echter chanteert Ebenezer Mary dat hij "de waarheid" zal zeggen als Bob ooit ontslag zou nemen. Een vernederde Mary zegt Ebenezer dat hij ooit zijn eigen werkelijke ik zal leren kennen en dat ze de kracht heeft om dat te bewerkstelligen.
Daarop verschijnt de "geest van de huidige kerst" in de vorm van de reeds lang overleden Lottie. Ze brengen een bezoek aan de familie Crotchit waar Ebenezer het eerst Bob zijn zoon Tim ziet die onder andere aan dwerggroei leidt. Bob vertelt zijn vrouw dat hij de volgende dag ontslag zal nemen en hij reeds een andere job met hoger loon heeft aanvaard bij een ander bedrijf. Ebenezer leert er ook dat de familie te weinig geld heeft om elkaar gekochte cadeaus te geven, dus maken ze zelf geschenken of geven "herstelde spullen die ze al hadden". Hieruit concludeert Ebenezer dat de liefde binnen het gezin alles overleeft en belangrijker is dan rijkdom en materieel bezit. Door de aankondiging van Bob moet Mary opbiechten dat het geld dat ze destijds ontving niet van haar rijke Amerikaanse neef komt, maar wel van Ebenezer. Zoals in het eerdere visioen werd aangehaald, heeft ze effectief de gave om geesten op te roepen en ze te zien. Zo merkt ze de aanwezigheid van Ebenezer op. Uit schrik vertelt ze een alternatieve verklaring aan Bob. Daarop neemt de geest Ebenezer mee naar een kerkje: hier wordt een wake gehouden ter ere van de mijnwerkers die omkwamen na het instorten van een schacht omwille van besparingen door de firma "Marley & Scrooge". Ebenezer merkt op dat iedereen er vrede mee heeft genomen dat hun dierbaren zijn overleden, maar volgens de geest is dat slechts schijn en hebben meerderen grote wraakgevoelens, waaronder een van de overlevenden die elk jaar een bezoek brengt aan het graf van Marley.
Als laatste verschijnt de "geest van toekomstige kerstdagen" in het kerkje dat ondertussen vervallen is. Hij kan niet spreken daar zijn lippen zijn dichtgenaaid. Hij neemt Ebenezer terug mee naar het huis van de familie Cratchit waar Tim komt te overlijden nadat hij door het ijs van de nabijgelegen vijver zakt. Daarop neemt de geest hem mee naar de kerstdag waarop Ebenezer sterft en waarbij er niemand bij zijn lijk is om te rouwen. Ook wordt het graf van Ebenezer getoond - waarop zonet een overlevende van de mijnramp heeft geurineerd - met in de nabijheid het graf van Tim. Aan Tim zijn graf arriveren zijn ouders en zus om er met hun overleden zoon kerst te vieren. Vervolgens verschijnt de geest van Marley en raadt Ebenezer aan om berouw te tonen en vergiffenis te vragen. Echter gaat Ebenezer hierop niet in. Hij ziet in dat zijn daden verkeerd waren en dat hij daarvoor moet boeten en dus zijn bestemde lot moet ondergaan in plaats van dat lot af te kopen om iets beters te krijgen, want dan zou hij dezelfde schandelijke keuzes maken als hij al jaren doet. Het enige dat hij wil, is dat Tim niet zal sterven zoals voorzien.
Daarop verdwijnen de kettingen van Marley en belandt hij terug als "rustende geest" in zijn graf. Scrooge komt terug in het heden terecht waar het ondertussen kerstdag is. Hij haast zich naar de bewuste vijver en neemt onderweg zandzakjes mee. De inhoud strooit hij over de vijver zodat men er niet langer op kan schaatsen. Daarop brengt hij een bezoek aan de familie Cratchit. Hij feliciteert Bob met zijn nieuwe job, geeft hem een afscheidsbonus van 500 Britse pond en kondigt aan dat hij "Marley & Scrooge" de volgende dag zal opdoeken. Ook zal hij voor een permanent schaatsverbod zorgen op de nabijgelegen vijver omdat deze te gevaarlijk is. Mary bedankt Ebenezer voor het geld, maar zegt dat zij hem niet zal vergeven. Ook nu zegt Ebenezer dat hij niet naar vergeving vraagt, maar dat hij zich vanaf nu wel beter zal gedragen. Hij bedankt haar tevens voor haar gave waarmee ze de drie kerstgeesten heeft opgeroepen. Nadat Ebenezer het huis heeft verlaten, richt Mary zich tot de drie kerstgeesten met de melding dat er nog veel werk is om van Ebenezer daadwerkelijk een beter man te maken.

## Rolverdeling
| Acteur           | Personage                                         |
| ---------------- | ------------------------------------------------- |
| Guy Pearce       | Ebenezer Scrooge                                  |
| Andy Serkis      | Geest van voorbije kerstdagen                     |
| Stephen Graham   | Jacob Marley                                      |
| Charlotte Riley  | Lottie Scrooge en "Geest van de huidige kerstdag" |
| Joe Alwyn        | Bob Cratchit                                      |
| Vinette Robinson | Mary Cratchit                                     |
| Jason Flemyng    | Geest van toekomstige kerstdagen                  |
| Kayvan Novak     | Ali Baba                                          |
| Lenny Rush       | Tim Cratchit                                      |
| Johnny Harris    | Franklin Scrooge                                  |
| Adam Nagaitis    | Fred                                              |

## Trivia
Lenny Rush, die het personage Tim Cratchit speelt, heeft daadwerkelijk de aandoening van dwerggroei.